# Everyday (Winner)
Everyday è il terzo album in studio del gruppo sudcoreano Winner, pubblicato il 4 aprile 2018.

## Tracce
1. Everyday – 3:26
2. Air – 3:45
3. Hello (여보세요?, yeoboseyoLR) – 3:47
4. Mino – Turn Off the Light (손만 잡고 자자?, sonman jabgo jajaLR) – 3:17
5. La La – 3:36
6. For – 3:18
7. We Were (예뻤더라?, yeppeossdeolaLR) – 3:55
8. Luxury – 3:23
9. Movie Star – 3:17
10. Special Night – 3:45
11. Raining (versione coreana) – 3:42
12. Have a Good Day (versione coreana) – 3:45

## Classifiche
| Classifica (2018) | Posizione massima |
| ----------------- | ----------------- |
| Corea del Sud     | 1                 |